# Phyllachora usteriana
Phyllachora usteriana är en svampart. Phyllachora usteriana ingår i släktet Phyllachora och familjen Phyllachoraceae.

## Underarter
Arten delas in i följande underarter:
- piliformis
- usteriana